# Reboco

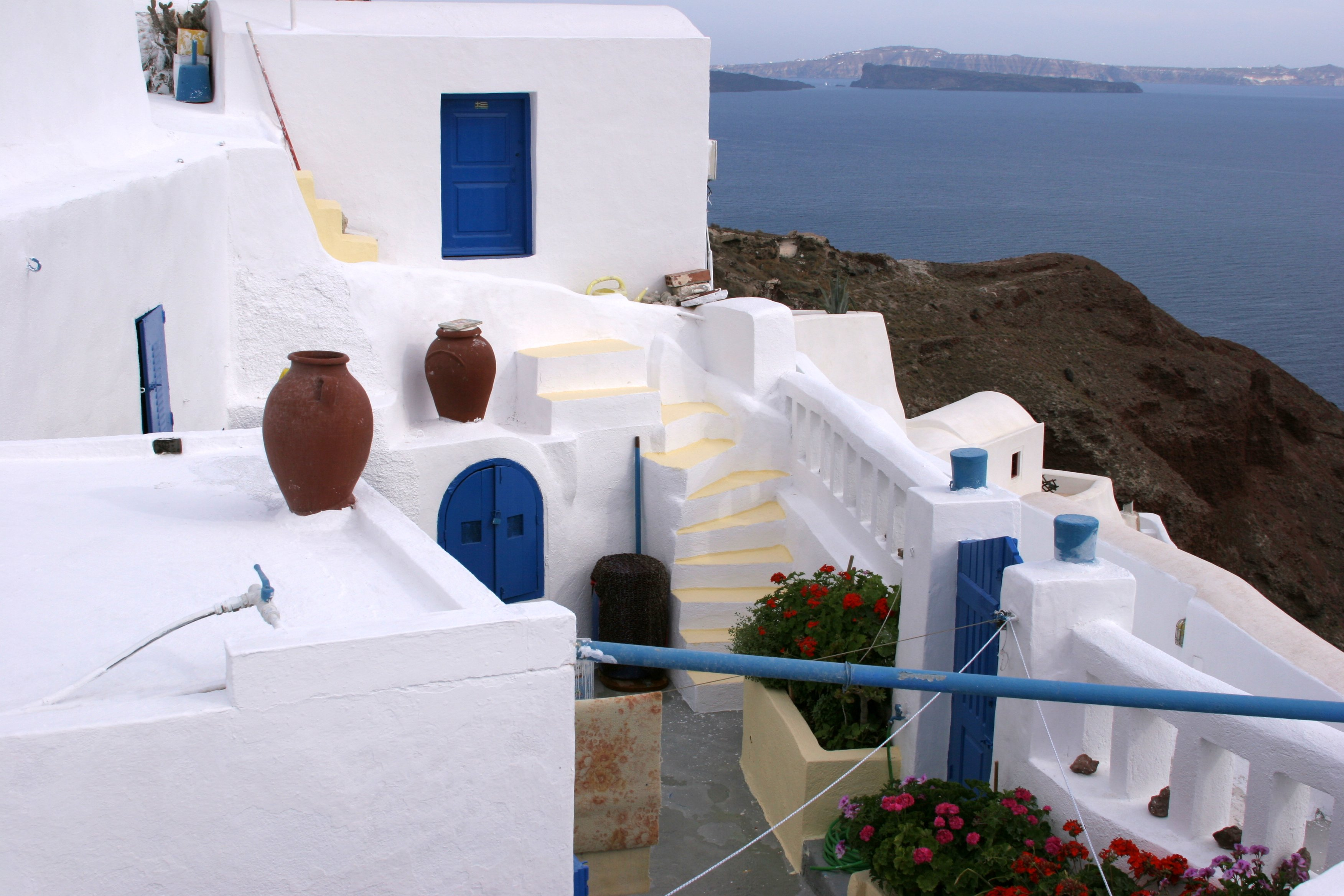
Casas rebocadas e caiadas na Grécia.

Reboco é um revestimento de argamassa aplicado sobre certas superfícies de edificações, como paredes e tetos. No Brasil, o termo reboco pode se referir a apenas uma das camadas desse revestimento; nesse caso, o sistema em sua totalidade é chamado de revestimento argamassado. Além de servir de base para revestimentos decorativos ou constituir acabamento final, o revestimento argamassado protege elementos arquitetônicos e estruturais de intempéries, da ação do fogo e de desgastes superficiais, contribuindo com o isolamento acústico de paredes e alterando suas propriedades térmicas. O reboco consiste numa argamassa de cal ou cimento e areia.

## Camadas
O revestimento tradicional de argamassa se compõe de três camadas[carece de fontes?]:
- Chapisco - camada inicial para aumentar a aderência ao substrato.
- Emboço - camada intermediária que ajuda a cobrir as irregularidades do substrato.
- Reboco - camada final de acabamento.
- Massa fina ou massa corrida.[4][carece de fonte melhor]

Atualmente, existem argamassas pré-misturadas que permitem a diminuição do número de camadas[carece de fontes?].
O revestimento de gesso, em geral, é composto por uma camada única[carece de fontes?].
Mais recentemente, os revestimentos exteriores dos edifícios têm sido objecto de grandes inovações. Entre elas existe o reboco térmico pelo exterior que visa eliminar as pontes térmicas formadas pela existência dos elementos estruturais, tais como pilares e vigas.[carece de fontes?]

## Execução

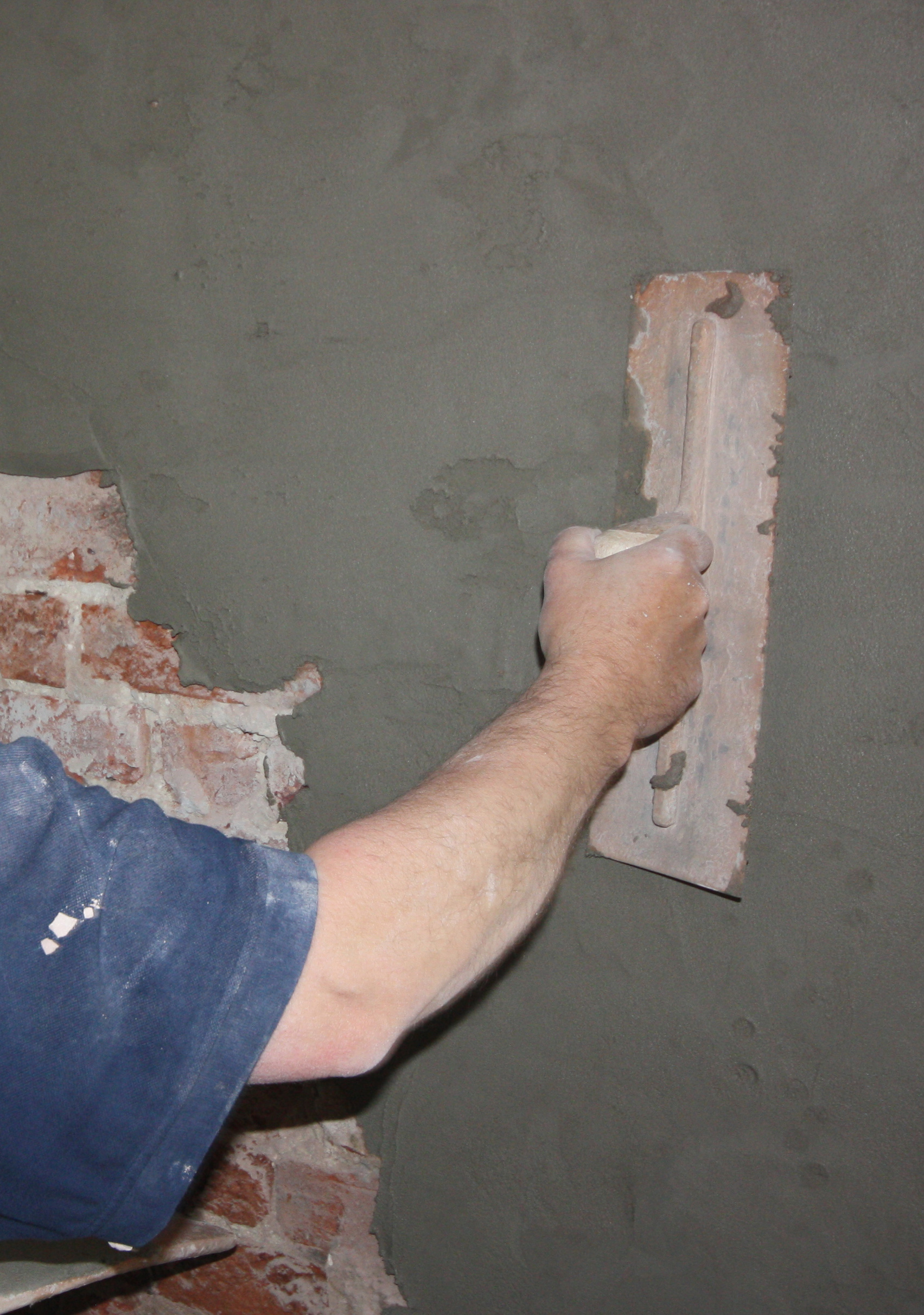
Reboco sendo aplicado com uma desempenadeira sobre uma parede de alvenaria.

Para o chapisco deve ser utilizada uma mistura 1:2 ou 1:3 de cimento:areia. O chapisco deve ser dado arremessando a mistura contra a parede com a colher de pedreiro com uma certa força de modo que que esta penetre e se fixe no substrato. 24 horas após feito o chapisco pode-se iniciar o emboço usando uma argamassa na proporção 1:5 de cimento:areia com 1/2 de cal ou um plastificante na proporção recomendada pelo fabricante. A espessura do emboço deve ter no máximo 20 milímetros. Caso seja necessária maior espessura, dar duas ou mais camadas da 10 a 15 milimetros observando um tempo de cura (ideal é 7 dias) entre as camadas.[carece de fontes?]
A execução do revestimento pode ser simplificada pelo uso de argamassa industrializada. Essas argamassas são pré-misturadas pelos fabricantes e deve-se apenas acrescentar água no proporção definida na embalagem para uso na obra. Alguns desses produtos permitem o uso de uma camada única. [carece de fontes?]